# Therry Brunner
Therry Brunner (ur. 6 września 1975 w Dielsdorfie) – szwajcarski snowboardzista. Jego najlepszym wynikiem olimpijskim jest 13. miejsce w half-pipe'ie na igrzyskach w Salt Lake City. Na mistrzostwach świata najlepszy wynik uzyskał na mistrzostwach w Madonna di Campiglio, gdzie zajął 17. miejsce w halfpipe’ie. Najlepsze wyniki w Pucharze Świata osiągnął w sezonie 2005/2006, kiedy to zajął 55. miejsce w klasyfikacji generalnej.

## Sukcesy

### Mistrzostwa Świata
| Miejsce | Dzień       | Rok  | Miejscowość          | Konkurencja | Zwycięzca        |
| ------- | ----------- | ---- | -------------------- | ----------- | ---------------- |
| 17.     | 27 stycznia | 2001 | Madonna di Campiglio | Halfpipe    | Kim Christiansen |
| DNS     | 17 stycznia | 2003 | Kreischberg          | Halfpipe    | Markus Keller    |

### Puchar Świata

#### Miejsca w klasyfikacji generalnej
- 1997/1998 - 127.
- 2000/2001 - 102.
- 2001/2002 - -
- 2002/2003 - -
- 2003/2004 - -
- 2004/2005 - -
- 2005/2006 - 55.
- 2006/2007 - 69.

#### Miejsca na podium
1. Tandådalen – 22 marca 2002 (Halfpipe) - 1. miejsce
2. Laax – 1 grudnia 2002 (Halfpipe) - 1. miejsce
3. Leysin – 19 stycznia 2006 (Halfpipe) - 2. miejsce